# St. Laurentiuskirche (Fahretoft)

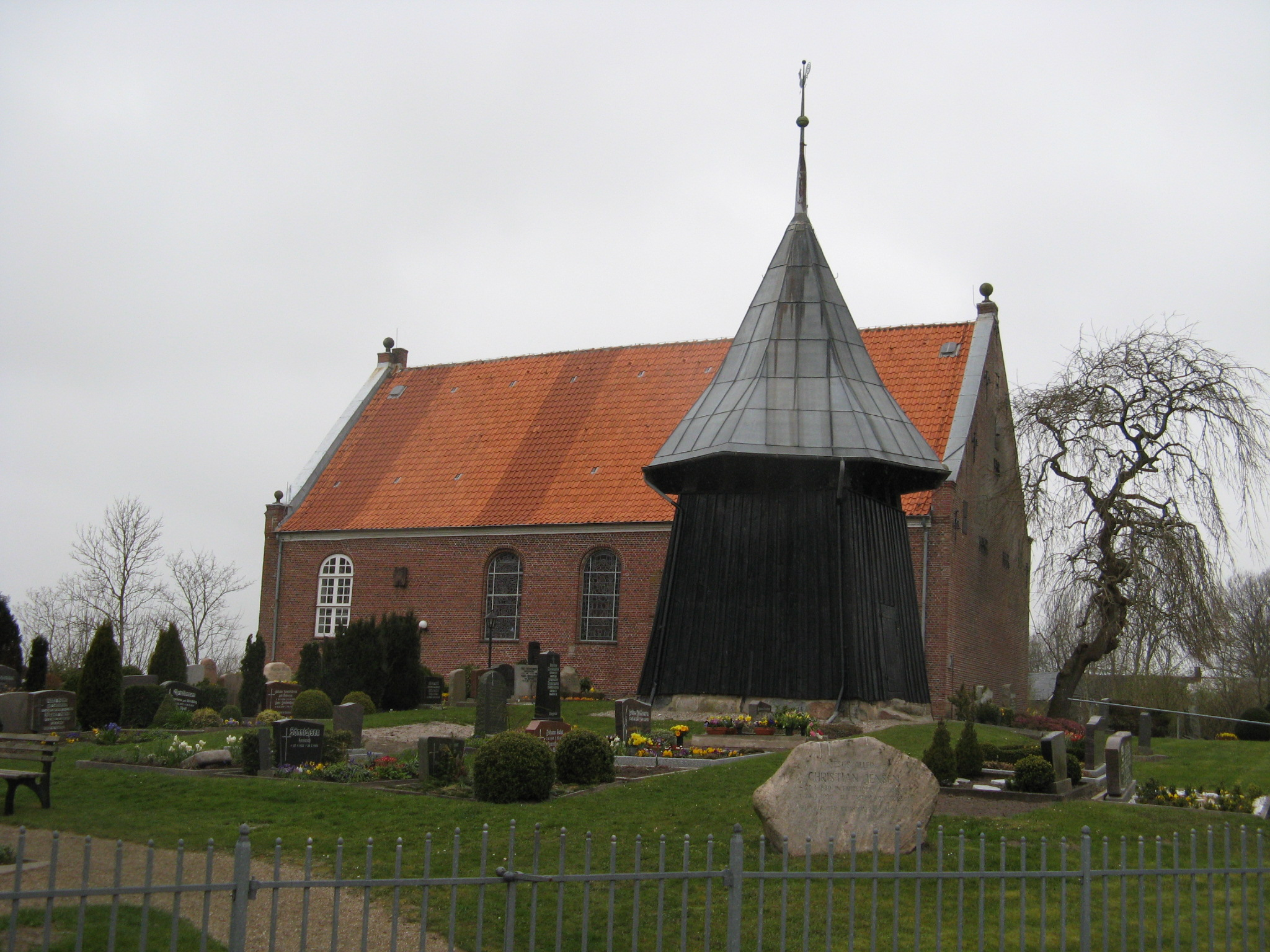
Blick vom Friedhof auf die St. Laurentiuskirche mit Glockenturm

Die St. Laurentiuskirche zu Fahretoft ist eine evangelisch-lutherische Kirche im zur schleswig-holsteinischen Gemeinde Dagebüll gehörenden Ortsteil Fahretoft. Der heutige Kirchenbau wurde zu Beginn des 18. Jahrhunderts vollendet und gehört zu den Wahrzeichen des Ortes.
Die Kirche ist von einem Friedhof umgeben, auf dem zwei Gedenksteine an Söhne des Ortes erinnern: Den Mathematiker und Astronom Hans Momsen (1735–1811) und den Missionar und Gründer der Schleswig-Holsteinischen Evangelisch-Lutherischen Missionsgesellschaft Christian Jensen (1839–1900).

## Geschichte

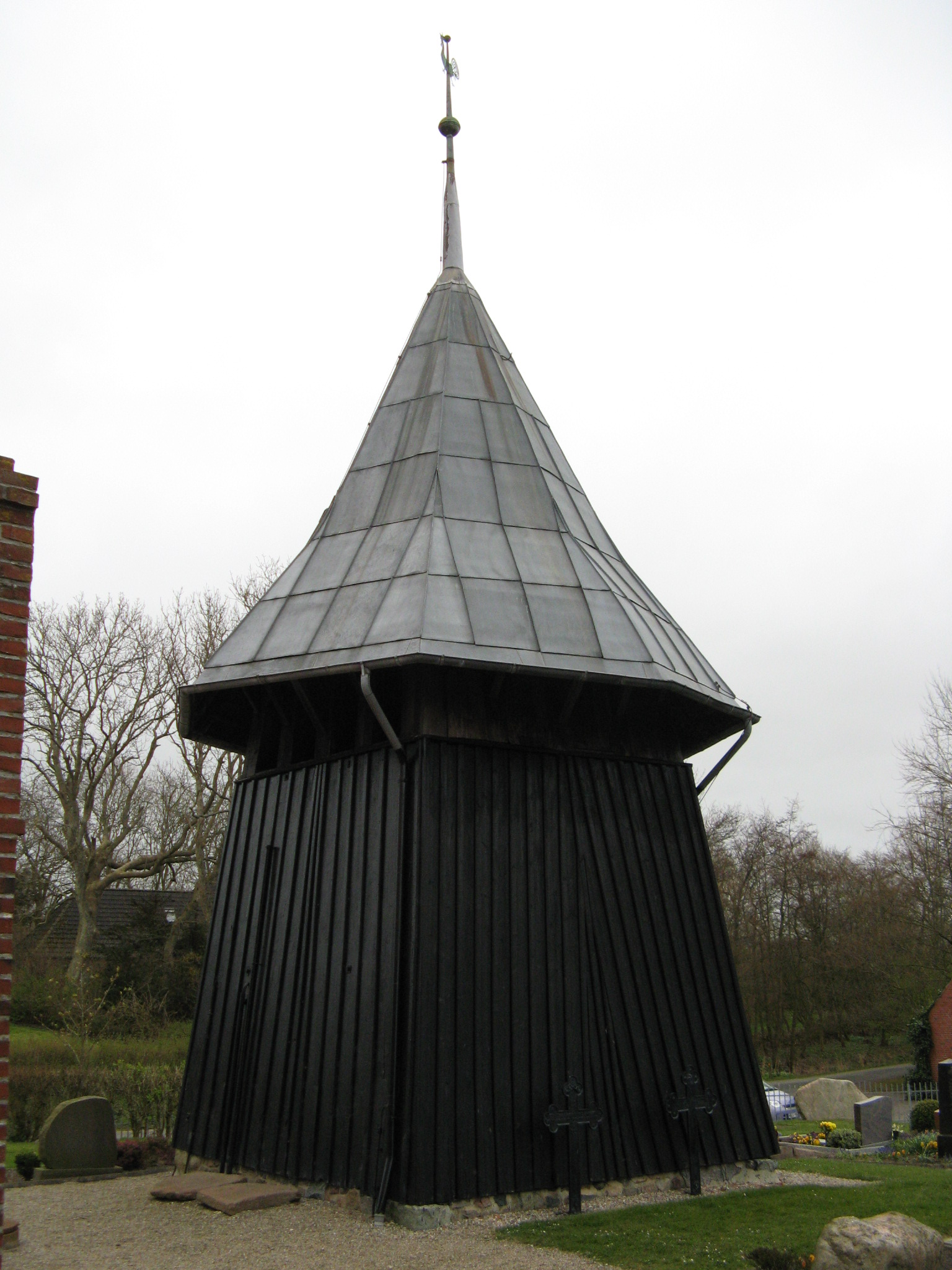
Glockenturm der St. Laurentiuskirche

Die erste an diesem Platz errichtete Kirche auf der Kirchenwarft der damals noch unbedeichten Hallig Fahretoft wird bereits um das Jahr 1240 erwähnt; sie brannte um das Jahr 1636 ab. Einen Hinweis darauf gibt das Kirchenrechnungsbuch der Gemeinde Risum, in dem für den 3. August 1637 eine Ausgabe über vier Reichstaler für die „vom Wetter Gottes abgebrannte Kirche Fahretoft“ vermerkt ist. Weitere Kirchenbrände werden für die Jahre 1638 und 1668 erwähnt.
Der Umbau zu der noch heute bestehenden Kirche begann unter der Herrschaft des Herzogs Friedrich IV. (1694–1702) und wurde laut Aktenvermerk und einer noch erhaltenen Inschrifttafel im Jahr 1703 vollendet.
In den Jahren 1837/38 und 1854/55 erfolgten Reparaturen. Ebenfalls im Jahr 1854 wurde der etwas abseits der Kirche gelegene hölzerne Glockenturm (Glockenstapel) errichtet, der das bis dahin bestehende einfache Glockengerüst ersetzte. Im Jahr 1906 schließlich wurde eine Zentralheizung im Innenraum der Kirche eingebaut.

## Kirchenbau und Ausstattung

### Kirchenbau
Bei der Kirche handelt es sich um einen einfachen rechteckigen Saalbau, an dessen Südseite sich ein kleines Vorhaus befindet. Der Glockenturm südlich der Ostwand des Kirchengebäudes ist ein quadratischer Bau mit Andreaskreuzen und einem achteckigen überkragenden Zeltdach, das im Jahr 1902 mit Zinkblech eingedeckt wurde. Der Glockenturm ist mit zwei in den Jahren 1926 und 2005 gefertigten Glocken ausgestattet.

### Altar
Das etwa um das Jahr 1480 entstandene spätgotische Altarretabel aus Eichenholz war ursprünglich fünfflügelig und besitzt heute noch je einen Seitenflügel. Es steht seit dem Jahr 1703 in der St. Laurentiuskirche und stammte ursprünglich aus der Kirche von Tondern, die im gleichen Jahr einen Barockaltar erhielt. Hergestellt wurde dieses Retabel in der Werkstatt des Schleswiger Bildschnitzers Lütje Möller. Im Jahr 1855 wurde die alte Bemalung mit weißer Ölfarbe überstrichen. Inzwischen ist die farbige Gestaltung wieder hergestellt. Im Mittelteil dieses Flügelaltars ist die Kreuzigungsszene zu sehen; auf den Seitenflügeln sind je vier in zwei Reihen übereinander angeordnete Apostel und Heilige dargestellt. Bei genauerer Betrachtung fällt auf, dass die Stützen  zwischen den Aposteln und einige Attribute verloren gegangen sind. Insgesamt wirkt die Anordnung künstlich und bühnenhaft. Es gibt keine Lebendigkeit und Tiefe, wie ein z. B. ähnliches Retabel in Odense, von Klaus Berg geschaffen. 
Der mittlere Teil des Retabels ist 217 cm hoch und 231 cm breit und zeigt verschiedene Figurengruppen, deren Dreiteilung durch die an der Oberseite angebrachten Kielbögen betont wird. Auf der linken Seite ist die ohnmächtige Maria zu sehen, hinter ihr zu Pferd Longinus mit einem Diener. Die mittlere Figurengruppe wird von dem in Rüstung diktierenden Pilatus und seinem Schreiber gebildet. Die rechte Seite zeigt die um das Gewand Jesu würfelnden Kriegsknechte und berittene Soldaten. Rechts und links des gekreuzigten Christus sind die beiden Schächer zu sehen. Den Hintergrund der Szene bildet eine gemalte Landschaft mit Palästen.
Unter diesem Mittelteil befindet sich die gotische Predella, die heute eine barocke Bemalung trägt. Im querrechteckigen Mittelfeld ist das Abendmahl dargestellt, in den seitlichen Teilen sind die schreibenden Apostel Petrus und Paulus abgebildet.
Die Seitenflügel zeigen Statuetten der zwölf Apostel – links und rechts je sechs –, die Bischöfe St. Dionysius und St. Nikolaus, sowie die beiden Heiligen Katharina und Margarete.

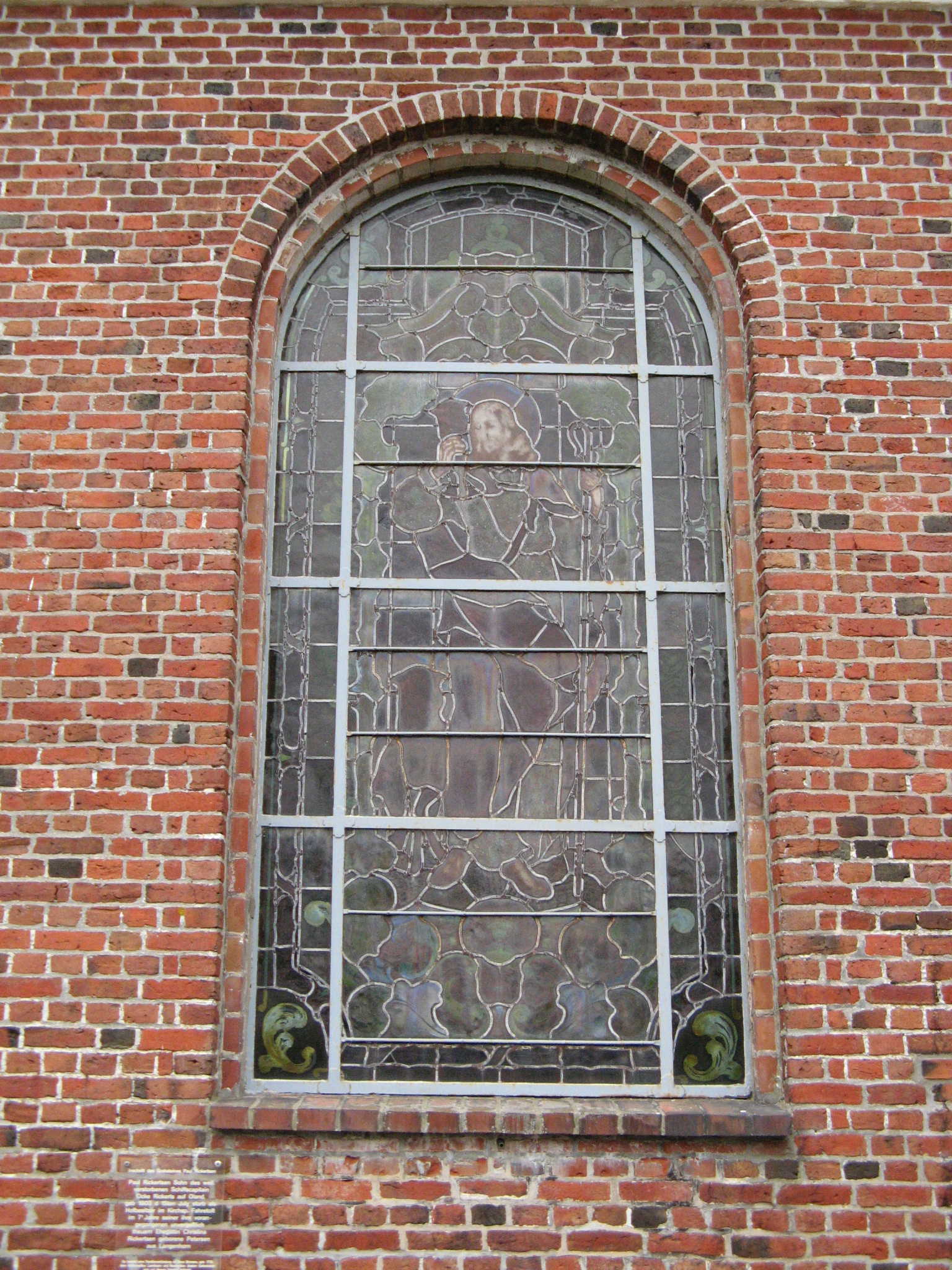
Das im Jahr 1909 gestiftete Kirchenfenster, das Jesus als „guten Hirten“ zeigt

### Weitere Ausstattungsstücke
Die aus dem Jahr 1647 stammende hölzerne Kanzel wird von einer Moses-Figur gestützt, die die Tafeln mit den zehn Geboten trägt. Diese Figur steht auf einem romanischen Granitsockel, der an den Ecken Kopfplastiken trägt. Die Kanzel ist mit verschiedenen geschnitzten biblischen Szenen geschmückt. Diese sind als Holzreliefs in Rundbogenfeldern gearbeitet, die von Hermenpilaster flankiert werden. Sie zeigen die Themen Christi Geburt, Kreuzigung, Auferstehung, Himmelfahrt und Auferstehung. Eine in fünf Felder geteilte Rückwand zeigt Bilder der Evangelisten und des Heiligen Paulus. Sie stammen aus dem Jahr 1734. Während die Kanzeltür im Jahre 1648 entstand, stammt die Treppe, ebenso wie einige Ergänzungen aus dem Jahr 1703.
Das barocke Taufbecken wird von drei auf dem Sockel angebrachten Engelputten gestützt und wird von einem reich verzierten Deckel überdacht. Diese im Stil des Akanthusbarock im Jahre 1703 geschaffene Taufe wurde von Peter Petersen aus Tondern geschnitzt. Der Stifter dieses Werkes war der Fürst Friedrich IV. Der Taufdeckel, der sich zu einer Volutenkrone formt, trägt am Rand sechs Engelfiguren mit Leidenswerkzeugen. Diese sind flankiert mit beschrifteten Kartuschen, die von Akanthusranken umschlossen werden. Die Volutenkrone bildet eine Laterne, in der sich eine Taufgruppe befand, die leider verloren ging.
Außerdem besitzt die Kirche ein im Jahr 1909 von einer Familie Hansen aus Chicago gestiftetes Fenster, das Jesus als „guten Hirten“ darstellt.

## Pastorat und Gottesdienste
Gegenüber der Kirchenwarft befindet sich auf der Gabrielswarft das im Jahr 1961 erbaute Pastorat.
Da Fahretoft zur Kirchengemeinde Dagebüll gehört, wechseln die sonntäglichen Gottesdienste zwischen der St. Dionysius-Kirche in Dagebüll und der St. Laurentiuskirche in Fahretoft.
Derzeitige Pastorin ist seit April 2006 Antje Iser-Asmussen.